# Bokjeong-dong
Bokjeong-dong (koreanska: 복정동) är en stadsdel i staden Seongnam i provinsen Gyeonggi strax söder om huvudstaden Seoul.